# Prima Categoria 1960-1961
Il campionato di calcio di Prima Categoria 1960-1961 è stato il V livello del campionato italiano. A carattere regionale, fu il secondo campionato dilettantistico con questo nome dopo la riforma voluta da Zauli del 1958.

## Campionati
- Prima Categoria Abruzzo 1960-1961
- Prima Categoria Basilicata 1960-1961
- Prima Categoria Calabria 1960-1961
- Prima Categoria Campania 1960-1961
- Prima Categoria Emilia-Romagna 1960-1961
- Prima Categoria Friuli-Venezia Giulia 1960-1961
- Prima Categoria Lazio 1960-1961
- Prima Categoria Liguria 1960-1961
- Prima Categoria Lombardia 1960-1961
- Prima Categoria Marche 1960-1961
- Prima Categoria Molise 1960-1961
- Prima Categoria Piemonte-Valle d'Aosta 1960-1961
- Prima Categoria Puglia 1960-1961
- Prima Categoria Sardegna 1960-1961
- Prima Categoria Sicilia 1960-1961
- Prima Categoria Toscana 1960-1961
- Prima Categoria Tridentina 1960-1961
- Prima Categoria Umbria 1960-1961
- Prima Categoria Veneto 1960-1961

## Fase finale interregionale

### Raggruppamento Centro-Nord

#### Squadre partecipanti
- Lombardia: C.S. Rizzoli, Milano
- Piemonte: A.C. Borgomanero
- Veneto: Azzurra Sandrigo
- Friuli-Venezia Giulia: S.A.I.C.I., Torviscosa
- Trentino-Alto Adige: A.C. Graetz Bressanone
- Liguria: Albenga
- Toscana: Poggibonsi
- Emilia: Cesenatico
- Marche: Elpidiense, Porto S.Elpidio

#### Spareggio di qualificazione
- Graetz Bressanone - Azzurra 2-2; 0-3

Formazione Bressanone 2 a 2 a Bressanone giugno 1961: Rosso, Capovilla, Sgarbi, Rella, Guerra, Rigatti, Lissandrini, Santini, Castriotta Bernia, Cestaro.
Arbitro: Boccadoro di Milano.
Reti: pt al 20' Casagrande, 30' Bergna. St al Valente, 43' Castriotta.
Formazione Bressanone a Sandrigo 0 - 3 giugno 1961: Gini, Capovilla, Sgarbi, Rella, Guerra, Rigotti, Renzulli, Santini, Castriotta, Bergna, Lissandrini.
Reti: pt al 28' Casagrande, 37' Palma. St al Chenello.

#### Primo turno
- S.A.I.C.I. - Azzurra 1-0; 3-5
- Borgomanero - Rizzoli 3-0; 1-1
- Cesenatico - Elpidiense 1-1; 0-3
- Albenga - Poggibonsi 1-0; 3-1

#### Secondo turno
- Azzurra - Elpidiense 0-0; 0-1
- Borgomanero - Albenga 4-1; 1-3

#### Terzo turno
- Elpidiense - Borgomanero 3-3; 0-4
- Il Borgomanero è ammesso alla disputa della finalissima.

### Raggruppamento Centro-Sud

#### Squadre partecipanti
- Lazio: Fondana
- Sardegna: Pol. Ilvarsenal, La Maddalena
- Umbria: Bastia, Bastia Umbra
- Abruzzi: Giulianova
- Campania: Atripalda
- Calabria: Paolana
- Basilicata: Libertas Invicta, Potenza
- Sicilia: Alcamo
- Il Comitato Regionale Pugliese non ha potuto fornire in tempo utile il nominativo della società finalista, a causa del ritardato inizio delle finali regionali.

#### Spareggio di qualificazione
- Libertas Invicta - Giulianova 2-2; 1-4

#### Primo turno
- Fondana - Atripalda 2-0; 0-8
- Bastia - Giulianova 2-0; 0-5
- Alcamo - Paolana 1-1; 0-1
- L'Ilvarsenal è ammesso direttamente al secondo turno per rinuncia della squadra pugliese.

#### Secondo turno
- Atripalda - Ilvarsenal 1-0; 0-2
- Paolana - Giulianova 3-1; 0-1

#### Terzo turno
- Paolana - Ilvarsenal 1-9; 0-2 (per rinuncia)
- L'Ilvarsenal è ammessa alla disputa della finalissima.

### Finale
- (30 luglio 1961, Roma - Stadio Flaminio) Borgomanero - Ilvarsenal 1-0